# Jean V de Zator
 (janvier 2025).
Jean V de Zator (polonais : Jan V zatorski; né avant 1455 – 17 septembre 1513), fut duc de Zator entre  1468 et 1474 conjointement avec ses frères comme corégents, et souverain de la moitié de Zator de 1474 jusqu'à sa mort. Pendant la période 1474–1482 avec son frère et corégent.

## Biographie

### Duc de Zator
Jean est le 3e fils du duc Venceslas Ier et de son épouse  Maria, fille d'Urban Kopczowski, un noble du duché de Siewierz.
Après la mort de son père vers 1468, Jean V et son frère Ladislas Władysław sont encore mineurs et leurs frères ainés Casimir II et Venceslas II assument le gouvernement du duché de Zator. Le gouvernement conjoint des fils de Venceslas Ier se poursuit jusqu'en 1474, quand ils effectuent une division formelle du duché en deux parts: Jean V, et Ladislas, reçoivent la partie à l'ouest de la rivière Skawa un affluent de la Vistule.
En 1477, Jean V et ses frères signent un accord de succession mutuelle qui permet d'envisager une éventuelle réunification du duché de Zator. En dépit de cet accord, Jean V entre en négociations avec le duc Casimir II de Cieszyn, et conclut aussi avec lui un traité de succession. Toutefois cet arrangement est nul car il n'a pas obtenu l'accord du suzerain du duc de Zator : le roi Casimir IV de Pologne.
En 1482 Jean V et Ladislas décident de diviser entre eux leur petit duché. Ladislas reçoit une compensation financière et la cité de Wadowice, où il règne jusqu'à sa mort en 1494. Les disparitions successives de ses frères Wenceslas II (†  1487), Casimir II (†  1490) et Ladislas (†  1494) permettent à Jean V de réunifier la totalité du duché de Zator. Cependant ni lui nis ses frères ne laisse de descendance légitime survivante c'est pour cela que le  29 juillet 1494 Jean V vend ses possessions au roi Jean Ier Albert Jagellon pour la somme de 80,000 złotys.

### Ancien souverain
Bien que le détenteur officiel du duché de Zator soit le royaume de Pologne, Jean V conserver son titre et possède encore plusieurs propriétés dans la région où il continue de résider. Comme complément de revenu, Jean V reçoit de un pension de 200 fines par an pour les mines de sel de Wieliczka. Malgré la cession de ses domaines à la couronne polonaise la position locale de Jean V est si forte qu'il à encore l'opportunité de renouveler son Hommage aux rois de Pologne; Alexandre Ier Jagellon en 1501 et Sigismond Ier le Vieux en 1506.
Jean V meurt le 17 septembre 1513, assassiné par un puissant noble polonais local nommé Wawrzyniec Myszkowski. La raison de ce meurtre est un banal conflit d'intérêts. Le droit d'utiliser l'eau d'un étang, des possessions de Myszkowski, a été concédé gratuitement aux habitants par ordre de Jean V, ce qui constitue une perte financière importante pour le propriétaire. Jean V est inhumé à Zator, mais on ignore dans quelle église paroissiale. le duché de Zator est formellement annexé à la couronne Polonaise le 26 octobre de la même année quand le Staroste d'Oświęcim, Andrzej Kościelecki, reçoit le serment de loyauté de la noblesse locale au roi de Pologne.

## Union et postérité
Le 18 mai 1477, Jean V épouse  Barbara (née vers 1452/53 – morte avant le 12 mai 1507), fille de 
Boleslas II de Cieszyn et veuve du duc  Balthazar de Żagań. Ils n'ont pas d'enfant
Jan V laisse toutefois un fils illégitime également nommé Jean (polonais Jan né vers 1500 – mort avant le 14 aout 1521), qui après la mort de son père est placé sous la garde du Staroste Kościelecki par ordre du roi 
Sigismond Ier le Vieux à la cour duquel Jean est éduqué. Le 18 juin 1518 Jean fait partie des invités lors de mariage du roi Sigismond avec Bona Sforza. Il meurt probablement quelque temps après entre 1519 et 1521 célibataire et sans enfant.

## Source de la traduction
- (en) Cet article est partiellement ou en totalité issu de l’article de Wikipédia en anglais intitulé « Jan V of Zator » (voir la liste des auteurs).